# Équipe cycliste Halfords
L'équipe cycliste Halfords est une ancienne équipe cycliste britannique qui participait aux circuits continentaux de cyclisme et en particulier l'UCI Europe Tour. L'équipe n'a existé que lors de la saison 2009.

## Saison 2009

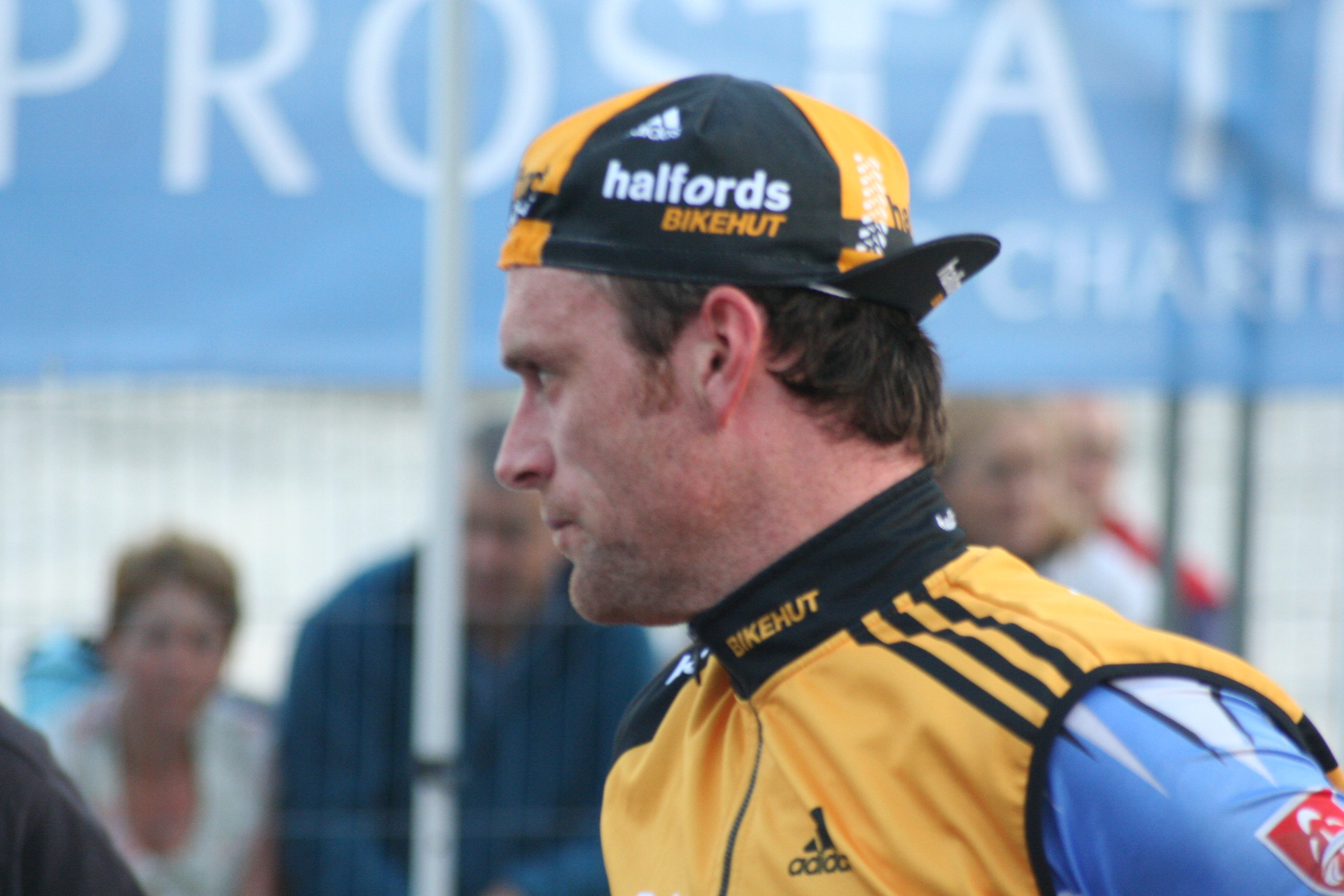
Rob Hayles en juin 2009

### Effectif
| Coureur             | Date de naissance | Nationalité | Équipe 2008                   | Équipe 2010                |
| ------------------- | ----------------- | ----------- | ----------------------------- | -------------------------- |
| Sebastian Batchelor | 30.06.1990        | Royaume-Uni | Néo-pro                       |                            |
| Ian Bibby           | 20.12.1986        | Royaume-Uni | Néo-pro                       | Motorpoint-Marshalls Pasta |
| Edward Clancy       | 12.03.1985        | Royaume-Uni | Landbouwkrediet-Tönissteiner  | Motorpoint-Marshalls Pasta |
| David Fletcher      | 27.02.1989        | Royaume-Uni | Néo-pro                       |                            |
| Rob Hayles          | 21.01.1973        | Royaume-Uni | Ex-pro (Recycling.co.uk 2006) | Endura Racing              |
| Mark McNally        | 20.07.1989        | Royaume-Uni | Néo-pro                       | An Post-Sean Kelly         |
| Robert Partridge    | 11.09.1985        | Royaume-Uni | Rapha Condor-Recycling.co.uk  | Endura Racing              |
| Andrew Tennant      | 09.03.1987        | Royaume-Uni | Néo-pro                       | Motorpoint-Marshalls Pasta |
| Ian Wilkinson       | 14.04.1979        | Royaume-Uni | Néo-pro                       | Motorpoint-Marshalls Pasta |

## Victoires
| Date       | Course                                    | Pays        | Classe | Vainqueur     |
| ---------- | ----------------------------------------- | ----------- | ------ | ------------- |
| 26/04/2009 | East Midlands International Cicle Classic | Royaume-Uni | 1.2    | Ian Wilkinson |
| 18/05/2009 | 2e étape du FBD Insurance Rás             | Irlande     | 2.2    | Ian Wilkinson |